# Hypoxis arillacea
Hypoxis arillacea är en enhjärtbladig växtart som beskrevs av Rodney John Francis Henderson. Hypoxis arillacea ingår i släktet Hypoxis och familjen Hypoxidaceae. Inga underarter finns listade i Catalogue of Life.